# Taubenlochschlucht
Die Taubenlochschlucht (französisch Gorges du Taubenloch) ist eine von der Schüss geformte Klus zwischen Frinvillier im Berner Jura und Bözingen. Die Schüss hat oberhalb von Frinvillier bereits die Klus von Rondchâtel durchschnitten. Bevor sie die Schlucht erreicht, fliesst das Wasser der Orvine von Orvin her kommend in die Schüss, nach Osten öffnet sich ein trockenes Seitental hinauf nach Vauffelin.

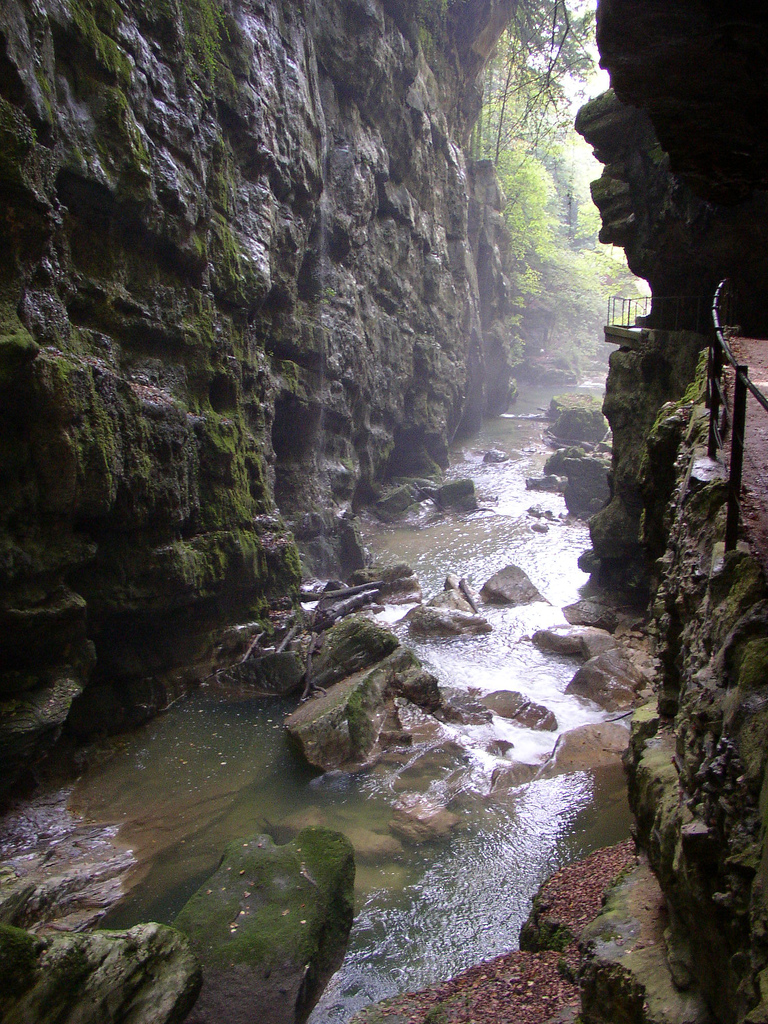
Taubenlochschlucht

## Herkunft des Namens
Der Name Taubenloch wird erstmals in einem Dokument aus dem Jahr 1532 erwähnt und findet verschiedene Erklärungen:
1. Von früher dort nistenden Tauben.
2. Früher schrieb man anstatt Taubenloch Daubenloch, wobei eine Daube (s. a. Tobel) einen Abgrund oder Graben bedeutete.
3. Einer Legende nach liebte einst ein junger Mann aus der Gegend ein Mädchen, das so schön und lieblich war, dass alle sie La Colombe (Taube) nannten. Die beiden wollten heiraten. Sie wurde aber vom Tyrannen von Rondchâtel verfolgt, der sich auch in sie verliebt hatte. Um ihm nicht in die Hände zu fallen, sprang sie in die Schlucht hinunter und kam dort um. Ihr zu Ehren nannte man fortan die Schlucht Taubenloch oder Gorges de la petite colombe.

## Verkehrstechnische Bedeutung
Schon zur Zeit der Römer hatte die Taubenlochschlucht als Verkehrsweg Bedeutung, konnte aber mit den damaligen Mitteln nicht direkt erschlossen werden. Deshalb führte die von Petinesca her kommende Strasse entlang der westlichen Schulter des heutigen Bözingenbergs, dem Vorberg, bis nach Frinvillier und von dort durch die Klus von Rondchâtel weiter nach Norden und dann via den Col de Pierre Pertuis weiter nach Augusta Raurica. Reste dieses Wegs sind in Frinvillier beim Martinsklafter heute noch zu sehen. Ein Wachtturm am Geissrücken westlich über der Ortschaft unterstrich die Bedeutung dieser Passage als Handelsweg.
Bis Anfang des 19. Jahrhunderts wurde diese Strassenführung beibehalten, dann genügte sie dem sich rasch verändernden Verkehrsaufkommen nicht mehr. 1859 wurde die neue Strasse von Biel nach Sonceboz nach neunjähriger Bauzeit eröffnet. Kernstück des Abschnitts in der Taubenlochschlucht war die «Tubelochbrügg», eine einbogige Steinbrücke, welche damals viel Beachtung fand.
1874 wurde der Abschnitt Biel–Sonceboz-Sombeval–Tavannes der Jurabahn von Biel nach Basel in Betrieb genommen, die die Taubenlochschlucht bis heute vorwiegend in zwei Tunneln durchfährt.
1969 begann der Bau der neuen Strasse, welche als Teil des Nationalstrassennetzes konzipiert war. Diese vierspurige Strasse (A16) musste aus Platzgründen teilweise aufgetrennt werden. Etwa ab halber Distanz in der Taubenlochschlucht führen die nordwärts gerichteten Spuren entlang dem Osthang der Schlucht bis Péry-La Heutte, die südwärts führenden verlaufen westlich der Schüss. Wegen des schwierigen Geländes waren für diese Strassenführung viele Kunstbauten wie Brücken, Stützpfeiler und Tunnels notwendig.

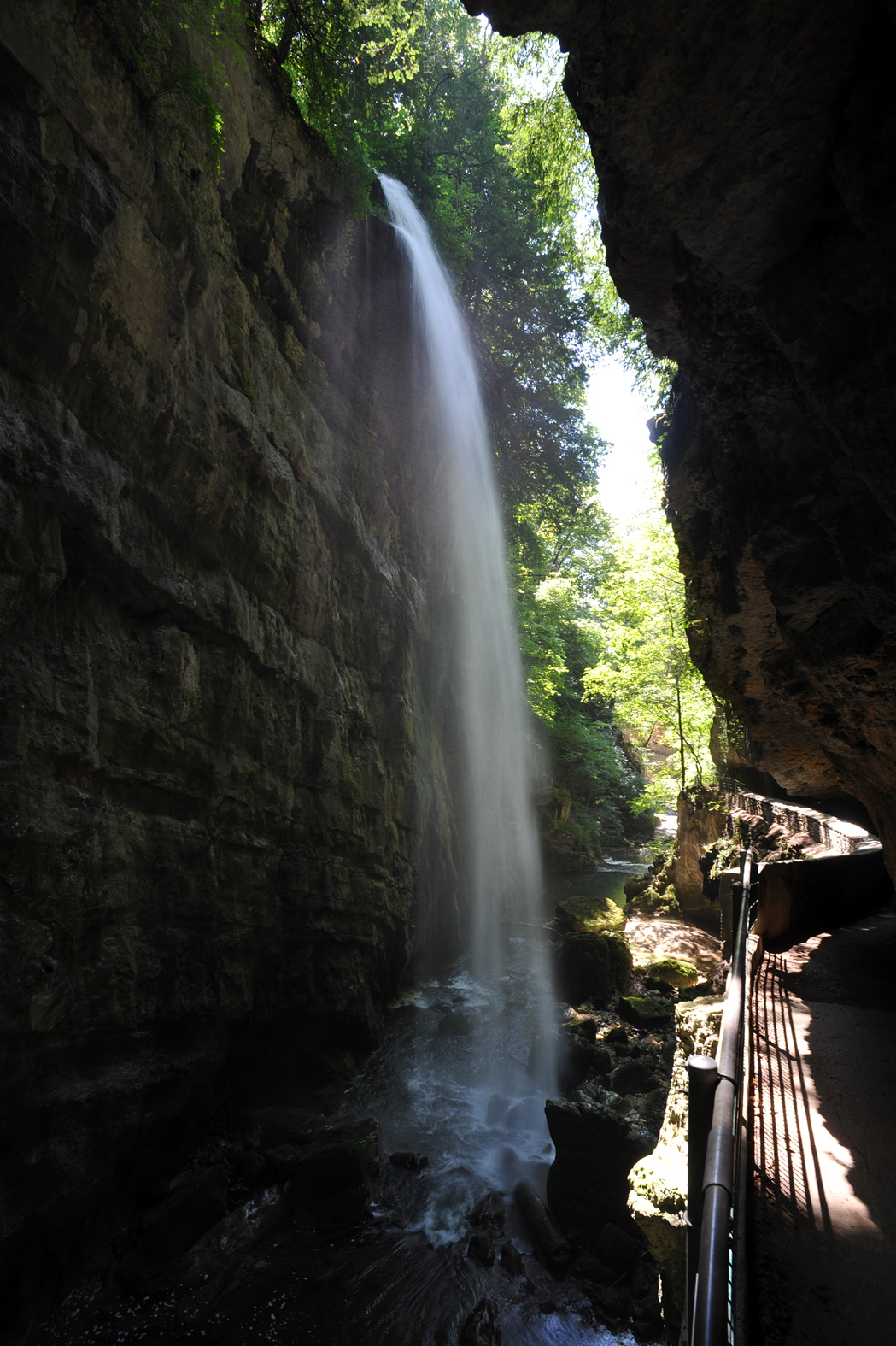
Wasserfall im unteren Bereich der Schlucht

## Touristische Bedeutung
1889 wurde, initiiert durch den SAC, ein Fussweg durch die Taubenlochschlucht gebaut. Man erkannte schon damals das touristische Potential. Für Unterhalt und Pflege dieses Wanderwegs gründete man im selben Jahr die Taubenlochgesellschaft. Der Weg wird seither, mit vereinzelten Unterbrüchen zur Sanierung, bis in die heutige Zeit rege begangen. Einzigartig ist, dass der Wanderweg in Bözingen direkt aus der Stadt in eine wildromantische Naturlandschaft führt. Die Strecke bis Frinvillier beträgt etwa zwei Kilometer.

### Steinschlag
Nach einem grösseren Steinschlag am 1. August 2009 war der beliebte Wanderweg durch die Schlucht längere Zeit gesperrt. Bereits 2003 musste die Schlucht wegen Steinschlaggefahr für zwei Jahre geschlossen bleiben. 1998 kam durch Steinschlag ein Kind ums Leben, weitere wurden verletzt.  	
Seit Ostern 2010 ist der Wanderweg wieder geöffnet. Wegen eines weiteren Steinschlags wurde die Taubenlochschlucht Anfang Oktober 2020 erneut für eine Woche gesperrt.

## Nutzung des Wassers
Schon 1634 erteilte der Fürstbischof von Basel eine Bewilligung zum Betrieb einer Mühle am unteren Ende der Schlucht in Bözingen, deren Kraft zum Ziehen von Draht verwendet wurde. Aus dieser Kleinindustrie entstanden später die Vereinigten Drahtwerke Biel (VDB), ein Unternehmen, das bis Ende des 20. Jahrhunderts in Biel grosse Bedeutung hatte. 1882 wurde die Mühle durch einen Dynamo ersetzt, der die Elektrizität für die Beleuchtung der Fabrikräume lieferte. Diese Anlage war das erste Elektrizitätswerk in der Region Biel und die erste permanente Gleichstromübertragung der Schweiz, die ab 1884 vom Kleinkraftwerk in der Taubenlochschlucht in die Drahtzieherei in Bözingen führte. Das Kraftwerk wurde 1992 von der Stadt Biel übernommen und gehört heute zur Bielersee Kraftwerke AG (BIK). Es produziert 14.6 Gigawattstunden jährlich. 
Im Laufe der Zeit entstanden zwei weitere Wasserkraftwerke zur Produktion elektrischen Stroms. Alle drei Kraftwerke sind bis heute in Betrieb. 
Das Kleinwasserkraftwerk Taubenloch entstand im Jahr 1896, als die Gemeinde Bözingen zur Lösung ihres Trinkwasserproblems mit einem elektrischen Pumpwerk Quellwasser aus der Schlucht in ein höher gelegenes Reservoir pumpen wollte. Das Projekt scheiterte am Widerstand von Biel und der Drahtwerke. Stattdessen wurde von der Firma Brown, Boveri & Cie. (BBC) das Elektrizitätswerk Bözingen erstellt.  Es wurde in den 1940er-Jahren umgebaut und als eines der ersten Kraftwerke der Schweiz voll automatisiert. Es gehört heute dem Energie Service Biel/Bienne (ESB) (vormals Elektrizitätswerke Biel) und liefert nach einer kompletten Erneuerung im Jahr 2006 jährlich 2 Gigawattstunden Strom. 
Als oberstes Werk in der Schlucht entstand das Pumpwerk Evilard/Leubringen zur Lösung der Trinkwasserknappheit des Dorfes und zum elektrischen Betrieb der 1898 erbauten Seilbahn Biel-Evilard. Ende des 19. Jahrhunderts wurden zwei Wasserkraftkonzessionen in Frinvillier und im oberen Schluchtabschnitt zusammengelegt. Der bestehende Industriekanal in Frinvillier wurde bis in die Schlucht verlängert und das Pumpwerk, um Trinkwasser aus der zwischen Rondchâtel und Frinvillier gelegenen Merlinquelle II zu pumpen. Heute wird das Werk ausschliesslich zur Stromproduktion betrieben. 
In Bözingen steht noch heute das Gebäude einer ehemaligen Ölmühle, welche mit Schüsswasser angetrieben wurde.

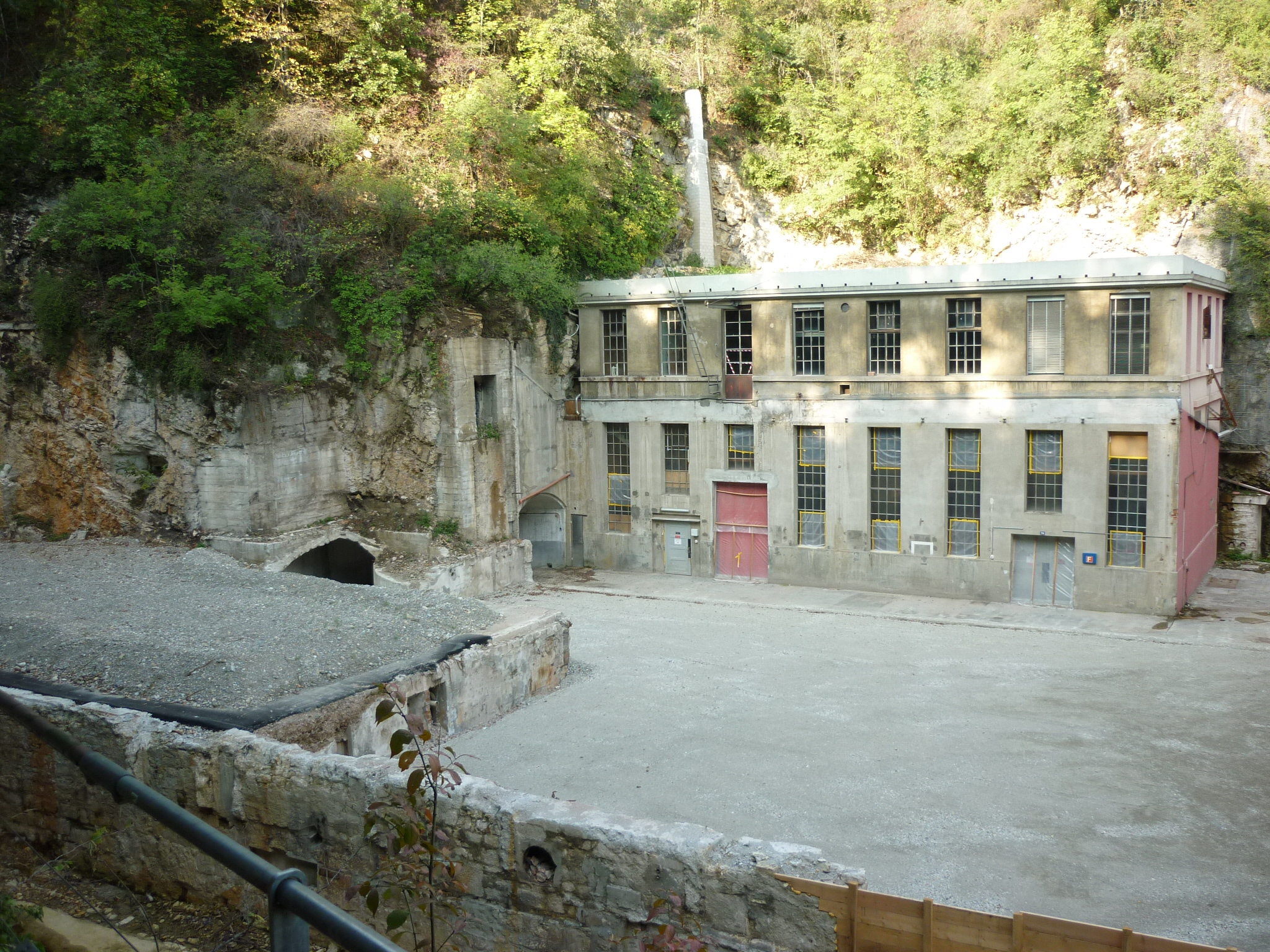
Wasserkraftwerk Bözingen BIK mit Druckleitung (links oben)
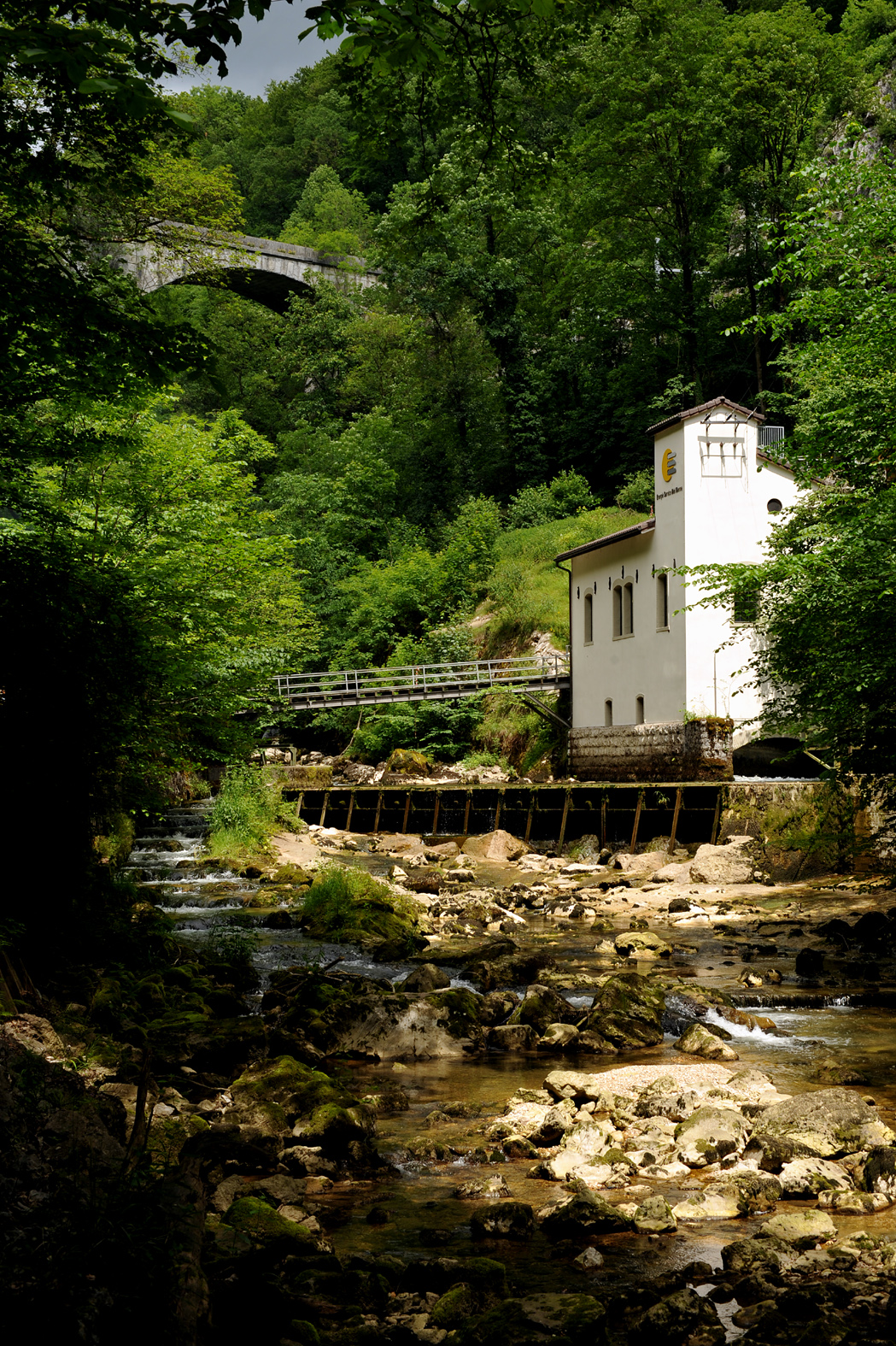
Kleinwasserkraftwerk Taubenloch ESB und Strassenbrücke von 1859
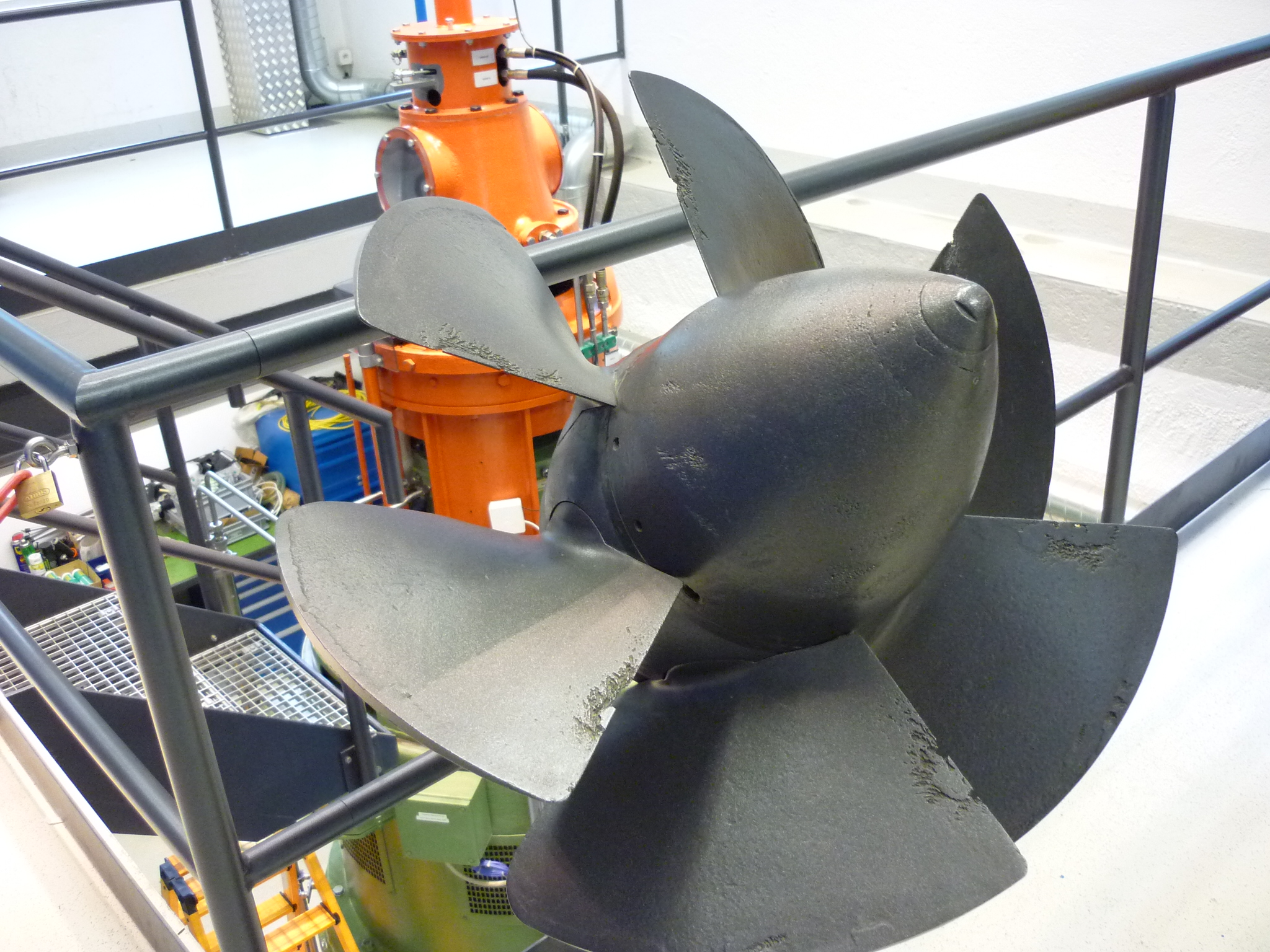
Kleinwasserkraftwerk Taubenloch ESB, vertikale Kaplanturbine (Hintergrund) und alte Turbine
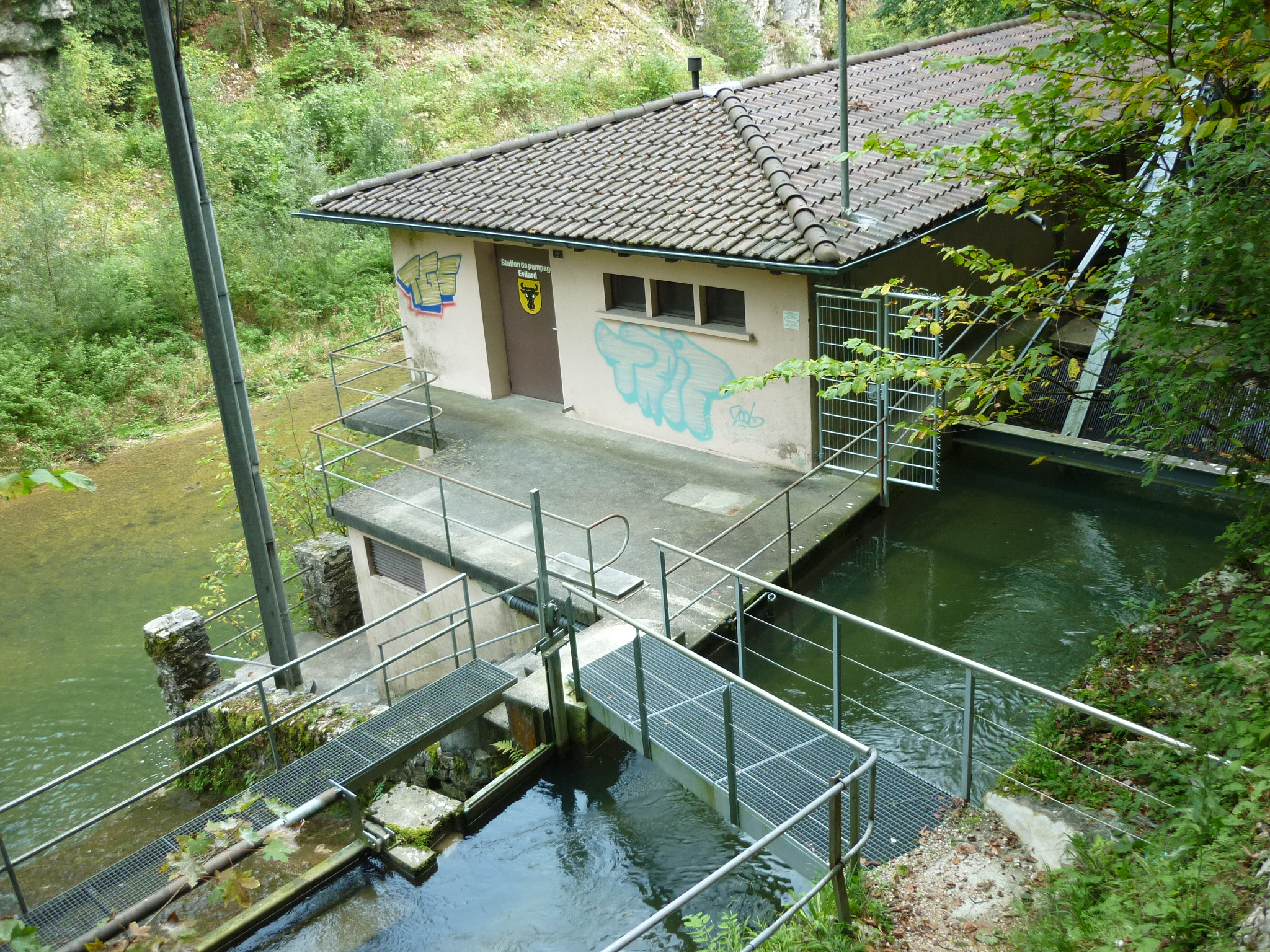
Pumpstation Evilard